# San Marco (negyed)
A San Marco negyed (olaszul: Sestiere di San Marco velenceiül: Sestièr de San Marco) Velence Venezia-Murano-Burano községének kisebb közigazgatási egysége a város történelmi központjában. A Szent Márk tértől a Rialto hídig tartó területet foglalja magába.

## Fontosabb utcái terei, hídjai
Calle dei Bombaseri: ez volt a gyapjúgyárosok utcája üzletekkel és gyáraikkal, maga a név a bombaso szóból ered, velencei dialektusban. 
Calle del Fontego dei Tedeschi: a fontego szó arab eredetű, üzletet jelent. A Serenissima engedélyezte külföldi kereskedőknek, hogy az utcában megtelepedjenek. A tedeschi olaszul németeket jelent.
Riva del Carbon: 1537-ben hoztak egy olyan törvényt, hogy ebben a kis utcában lehetett egyedül szenet tárolni. 
Riva degli Schiavoni (a. m. (Rab)szolgák partja): először gabonatér volt a Dalmáciából érkező hajóknak és hajósoknak. Dalmáciát Schiavona, vagy Slavonia néven emlegették a velenceiek. 
Ponte dei Ferali: ennek a hídnak a környékén laktak a lámpakészítő kézművesek. 1737-ben a Köztársaság dekrétumot hozott a város teljes kivilágítására. A ferali velencei dialektusban a fanali azaz lanterna megfelelője. 
Ponte de ła Pagia (ol. ponte della Paglia): e híd mellett álltak meg azok a hajók, amelyek szalmát szállítottak az állattartás számára. A pagia velencei dialektusú szó, olasz megfelelője paglia, magyarul szalma.

## Nevezetességei
- Szent Márk tér (Piazza San Marco): Basilica di San Marco (Szent Márk-székesegyház), Procurazie Vecchie (Régi Prokurátori Hivatal) és Procurazie Nuove (Új Prokurátori Hivatal), Torre dell’Orologio (Óratorony), Campanile, Loggetta, Piazzetta, Libreria, Palazzo Ducale (Dózsepalota), Sóhajok hídja
- Templomok: Fava, San Beneto, San Fantin, San Giovanni Crisostomo, San Moisè, San Salvador, San Vidal, Santa Maria del Giglio, Santa Maria Formosa, Santo Stefano, San Maurizio
- Múzeumok: Archeológiai Múzeum (Museo Archeologico), Museo Correr
- Színházak: Goldoni Színház (Teatro Carlo Goldoni), La Fenice Színház (Gran Teatro La Fenice)
- Paloták: Bistrot de Venise, Ca'Contarini del Bovolo, Veronese háza (Casa del Veronese), Fontego dei Tedeschi vagy Fondaco dei Tedeschi (Német Kereskedők Háza), Palazzo dei Camerlenghi, Palazzo Fortuny, Palazzo Grassi
- Híd: Rialto híd (Ponte di Rialto)
- Céhes házak: Scuola di San Marco, Scuola Grande San Teodoro